# Аточа
Станция Ато́ча (исп. Estación de Atocha) — крупнейший железнодорожный узел Мадрида и всей Испании. Один из двух вокзалов испанской столицы — наряду с вокзалом Чамартин. Поезда, отправляющиеся с вокзалов Аточа и Чамартин, курсируют по высокоскоростным линиям AVE, скоростным и обычным линиям Alvia.
Своё название вокзал получил 9 февраля 1851 года в честь снесённых ворот Аточа. В переводе с испанского это слово означает испанский дрок, низкорослый кустарник с мелкими жёлтыми цветами.
С перронов вокзала Аточа отправляются поезда и электрички на юг, восток и запад страны, в первую очередь связывая с Мадридом население таких провинциальных городов как Толедо, Куэнка, Аранхуэс, Алькала-де-Энарес, Гвадалахара, Авила, Эскориал, Сеговия и другие. Включает в себя станцию Пуэрта-де-Аточа, откуда отправляются высокоскоростные поезда AVE в Барселону,
Кордову, Севилью, Малагу, Кадис и многие другие города.
Аточа является крупным транспортно-пересадочным узлом (высокоскоростные поезда, пригородные электрички, метро и автобусы).
11 марта 2004 года вокзал Аточа получил печальную известность в связи с серией террористических актов, повлёкших крупные человеческие жертвы.
В центре современной станции располагается зимний сад с пальмами и другими тропическими растениями и водоёмом с большой колонией черепах.